# Белкания, Георгий Северьянович
Георгий Северьянович Белкания (17 мая 1943, г. Винница, УССР) – ученый  в области космической биологии и медицины, профессор, доктор медицинских наук.

## Биография
В 1960 году закончил  Винницкую среднюю школу.
В 1966  закончил  Винницкий медицинский институт им. Н. И. Пирогова, получив квалификацию врача-лечебника.
С 1968 работал врачом клинического отделения НИИЭПиТ АМН СССР.
В 1968 защитил диссертацию  на соискание учёной степени кандидата медицинских наук на тему: «О роли нервной системы в патогенезе ортостатических расстройств дыхания, артериального давления и биоэлектрической активности головного мозга».
В 1978 защитил диссертацию на соискание ученой степени доктора медицинских наук на тему «Функциональная организация системной реакции организма на земную гравитацию и её экспериментальное изучение».
В 1989 присвоено ученое звание профессора по специальности "Авиационная, космическая и морская медицина".
С 1982 – руководитель группы космической физиологии, а с 1986 – руководитель лаборатории физиологии кровообращения и космической  медицины, с 1992 – директор НИИЭПиТ.

## Область научных интересов
Специалист  в области  космической биологии и медицины, а также нормальной и патологической физиологии.
Сфера профессиональных интересов – теоретическая медицина, антропология, гравитационная биология, экспериментальная и клиническая кардиология, валеология и превентивная медицина

## Научный вклад
Создал научно-методическую  базу для проведения исследований  в области космической медицины на обезьянах.
Основным направлением исследования являются гравитационная биология и физиология, в частности, моделирование и изучение физиологических эффектов гипер- и гипогравитации, а также экспериментальная  и клиническая кардиология.
Совместно с А.Разумеевым (профессор из ИМБП), А. Деминым, Ю.Курочкиным  разработал «принцип наклонного вывешивания животных на стенде пониженной гравитации». Животных помещали  в специальные комбинезоны, подвешивали на тросах, прикреплённых к подвижной ферме, – лишали опоры на нижние конечности (висели до 60 суток), но подопытные могли частично двигаться на кронштейнах. Полученные результаты стали открытием: впервые было установлено, что пребывание животных в условиях снижения опорной нагрузки (состояние, близкое к невесомости) продолжительностью до 60 суток, приводит к двигательным расстройствам, потере жидкости, атрофии мышечной ткани, угнетению активности центральной нервной системы, к другим нарушениям важнейших функций организма. С завершением эксперимента двигательные расстройства и изменения мышечной системы компенсировались в короткие сроки (8 – 10 суток), а изменения в других системах восстанавливались за 6 – 8 месяцев. Очень важно то, что аналогичные результаты были выявлены и в последующих наземных экспериментах, и в условиях космических полётов, а это свидетельствовало об адекватности эксперимента действительным условиям невесомости и об огромной ответственности сухумских ученых при его проведении.
Проведённые автором исследования влияния земной гравитации на функциональное состояние основных физиологических систем организма обезьян позволили ему сформулировать новое теоретическое представление о функциональной системе антигравитации, обеспечивающей адекватную реакцию организма на действие силы тяжести. Эти результаты получены на разработанной новой стендовой модели физиологических эффектов невесомости.
Основные результаты исследования обобщены  в докторской диссертации «Функциональная организация системной реакции организма на земную гравитацию и её экспериментальное изучение», защищённой в 1978.
Практической реализацией проводимых Георгием Северьяновичем исследований является участие Института в комплексной межведомственной программе по подготовке биологического эксперимента с обезьянами на искусственном спутнике Земли серии «Космос».
Осуществлял научно-организационную  работу, связанную с выполнением вышеупомянутой программы в руководимой им группе космической физиологии, а также занимался подготовкой научных кадров.

## Награды
золотая медаль ВДНХ СССР

## Изданные работы и сочинения
Функциональная система антигравитации. М., 1982;
Прямохождение как фактор развития артериальной гипертонии у приматов // Космическая биология и авиакосмическая медицина. М., 1984;
О влиянии положения тела на изменения гемодинамики, возникающие при эмоциональном напряжении. М., 1987.